# Echiniscus becki
Echiniscus becki är en djurart som tillhör fylumet trögkrypare, och som beskrevs av Schuster och Albert A. Grigarick 1966. Echiniscus becki ingår i släktet Echiniscus och familjen Echiniscidae. Inga underarter finns listade i Catalogue of Life.